# Blind Dog at St. Dunstans
 Blind Dog At St. Dunstans  is het achtste album van de Britse progressieve rockband Caravan. Caravan is een van de centrale bands binnen de Canterbury-scene.

## Nummers
1. Here Am I - 6:19 (Pye Hastings)
2. Chiefs And Indians - 5:13 (Mike Wedgwood)
3. A Very Smelly, Grubby Little Oik - 4:15 (Pye Hastings)
4. Bobbing Wide - 1:30 (Pye Hastings)
5. Come On Back - 4:50 (Pye Hastings)
6. Oik (Reprise) - 2:26 (Pye Hastings)
7. Jack And Jill 6:26 (Pye Hastings)
8. Can You Hear Me? - 6:17 (Pye Hastings)
9. All The Way (With John Wayne's Single-Handed Liberation Of Paris) 9:03 (Pye Hastings)

## Bezetting
- Pye Hastings, zang, gitaar
- Richard Coughlan, drums
- Jan Schelhaas, orgel, piano, synthesizer
- Mike Wedgwood, basgitaar, zang
- Geoff Richardson, altviool, gitaar

Gastoptreden van:
- Jimmy Hastings